# Kobylnica (województwo wielkopolskie)
Kobylnica (niem. Kobelnitz) – wieś sołecka w Polsce położona w województwie wielkopolskim, w powiecie poznańskim, w gminie Swarzędz.

## Historia
Wieś szlachecka, własność wojewody płockiego Piotra Potulickiego, około 1580 leżała w powiecie poznańskim województwa poznańskiego. W latach 1975–1998 miejscowość administracyjnie należała do województwa poznańskiego.
Etymologia nazwy nie jest znana. Według najbardziej prawdopodobnej teorii ma ona charakter kulturowy i wywodzi się od nazwy łąki znajdującej się w pobliżu wsi na której wypasano kobyły. Może też według niektórych badaczy mieć charakter osobowy i pochodzić od przezwiska Kobyła. Brane jest także pod uwagę kultowe pochodzenie nazwy od drewnianej zastawny zwanej kobyłka.

## Obiekty
W Kobylnicy znajduje się:
- Szkoła Podstawowa im. Kawalerów Orderu Uśmiechu przy ul. Poznańskiej 50 (szkoła tysiąclecia, dawnej imienia Aleksandra Zawadzkiego),
- gminne szkolne schronisko młodzieżowe „Sarenka”,
- powiatowy Ośrodek Wspomagania Rodziny (dawniejszy dom dziecka),
- Przedszkole „Koszałek Opałek”,
- parafia i kościół pw. Świętego Krzyża,
- budynek stacji kolejowej z 1914
- lotnisko Aeroklubu Poznańskiego Poznań-Kobylnica
- park linowy[7].

W Kobylnicy działa piłkarski klub LZS Piast Kobylnica, będący obecnie w klasie okręgowej, grupa: Poznań (wschód). Stadion klubu znajduje się w sąsiedniej wsi Gruszczyn.
Przez wieś przebiega Droga św. Jakuba - wielkopolski odcinek szlaku pielgrzymkowego do katedry w Santiago de Compostela w Galicji w północno-zachodniej Hiszpanii.

## Osoby
W Kobylnicy urodzili się Józef Trenarowski oraz Kazimierz Chmielarz. W miejscowości swoje ostatnie 25 lat życia spędził także Henryk Rozmiarek.

## Widoki historyczne

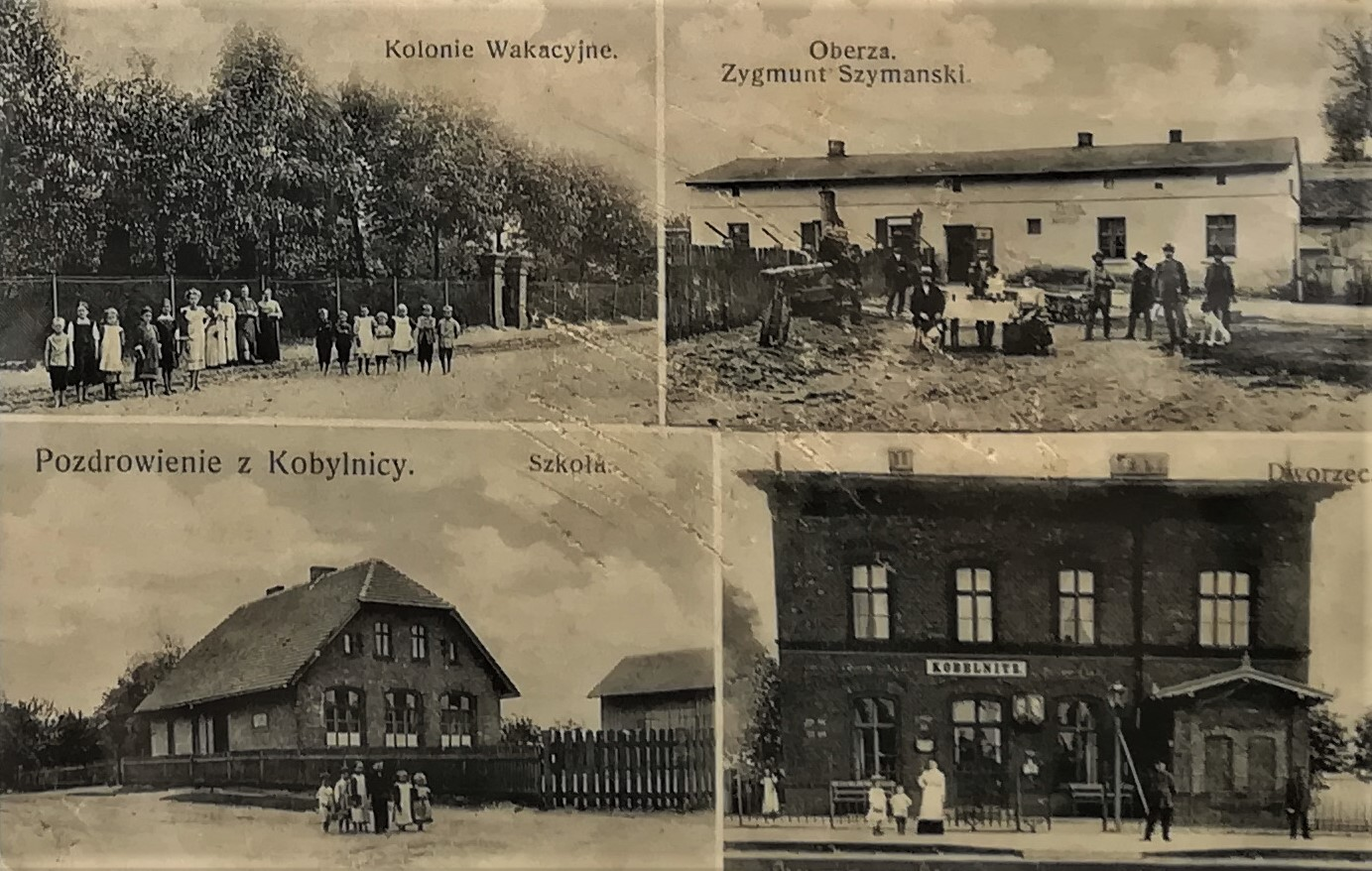
Widoki wsi około 1910
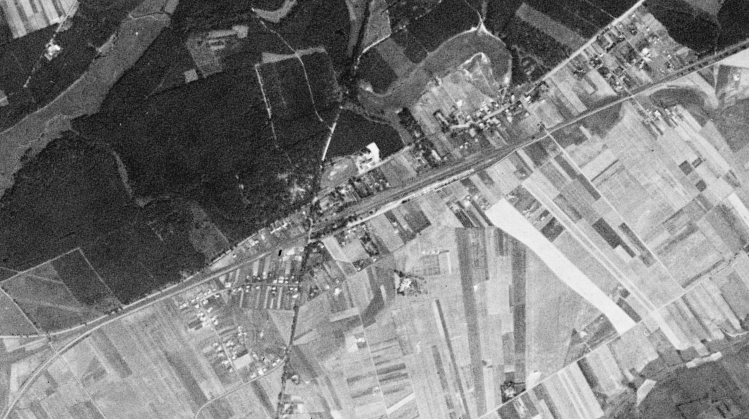
Kobylnica i okolice sfotografowane przez amerykańskiego satelitę wywiadowczego KH-4A 1023, 23 sierpnia 1965